# Phlegmatiker

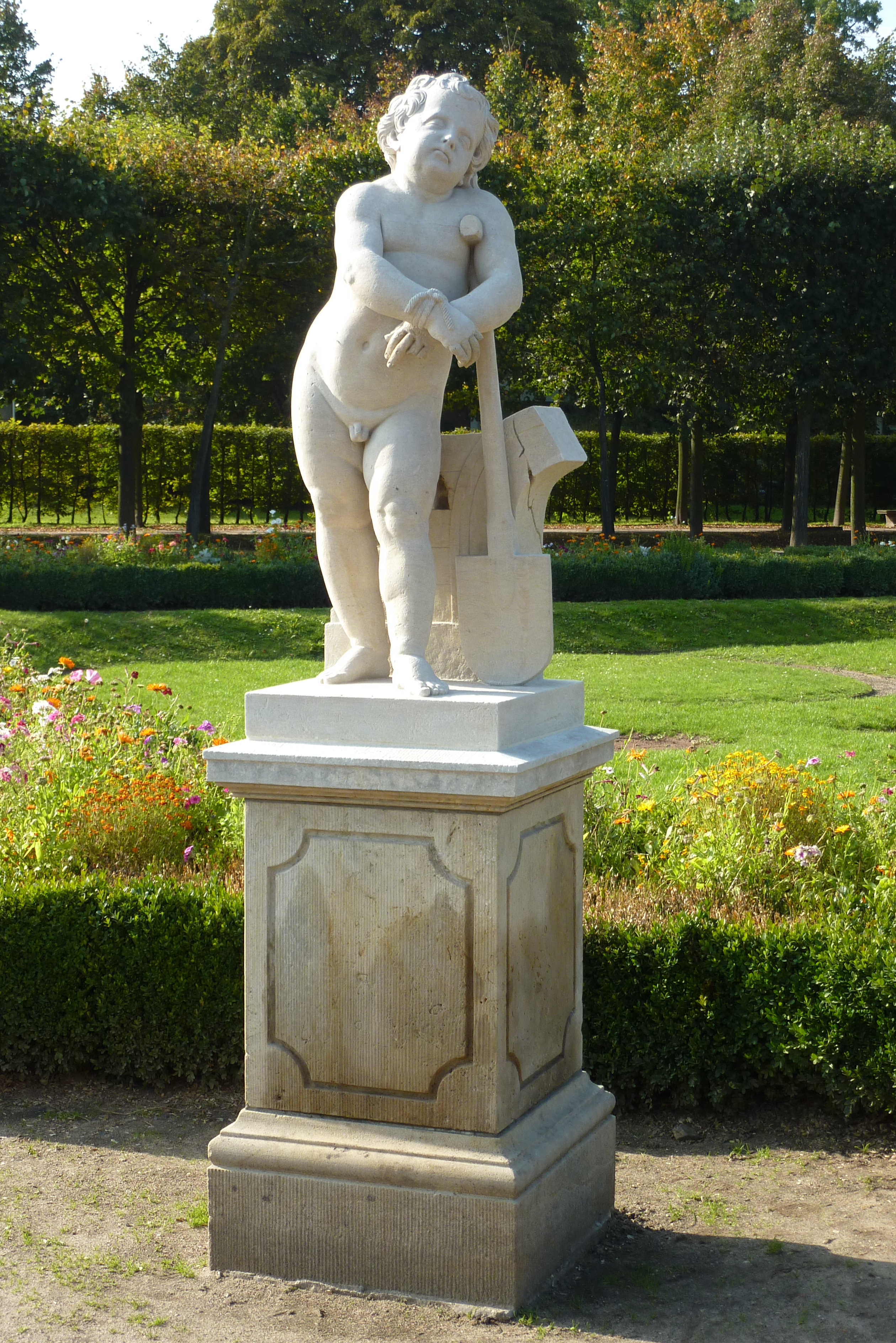
Phlegmatiker, allegorischer Putto am Schloss Friedrichsfelde, nach dem Original von Johann Gottfried Knöffler

Als Phlegmatiker (über lateinisch phlegmaticus, „an einem Überfluss an Phlegma leidend, phlegmatisch, rotzig; Rotziger, Phlegmatiker, der an einem Überschuss des feucht-kalten Leibessaftes leidet“, von altgriechisch φλέγμα phlégma, deutsch ‚Brand, Glut, Schleim, Phlegma‘) wird ein Mensch bezeichnet, der langsam, ruhig und manchmal sogar schwerfällig ist.
Im Mittelalter wurde (bei Maurus von Salerno in Regulae urinarum) zwischen flegma naturale (mit bzw. ohne Fieber) und flegma innaturale, unterteilt in flegma acetosum, flegma dulce, flegma salsum und flegma vitreum, unterschieden.
Der Phlegmatiker bildet mit dem Choleriker, dem Sanguiniker und dem Melancholiker die vier Temperamente der mittelalterlichen Temperamentenlehre auf Grundlage der seit der Antike bestehenden Humoralpathologie (Vier-Säfte-Lehre). Beim Phlegmatiker überwiegt dementsprechend in der Mischung der vier Körpersäfte (Blut, Gelbe Galle, Schwarze Galle und Schleim) der Schleim (Phlegma). Das Phlegma gilt in der von der Antike bis zur frühen Neuzeit angewendeten Vier-Säfte-Lehre als der Körpersaft mit feuchter und kalter Primärqualität.
Dem Phlegmatiker wird häufig Trägheit oder Mangel an Lebhaftigkeit unterstellt. Im positiven Sinn wird er auch als friedliebend, ordentlich, zuverlässig und diplomatisch beschrieben.
Nach Aristoteles ist ein Phlegmatiker in ethischer Hinsicht unzulänglich und damit sittlich minderwertig, denn in Hinblick auf die menschliche Empfindung der Zornesregung folge der Phlegmatiker nicht dem sittlich tugendhaften Weg der Mitte, der sich in einem ruhigen, aber bestimmten Verhalten äußere, sondern dem Extrem des Zuwenig. Ebenso falsch verhält sich dieser Position nach der cholerische Mensch, der dem gegenteiligen Extrem verfallen ist, dem Jähzorn.
Aristoteles äußerte diese Ansicht in seinem bedeutenden Werk Nikomachische Ethik im Kontext der Definition einer ethischen Tugend (arete). Für diese gelte es, in Relation zwischen eigenen Handlungen und Empfindungen, stets die rechte Mitte in Bezug zu sich selbst zu finden. Ebendieser rechten Mitte sei der Phlegmatiker mit seinem Verhalten fern und verhalte sich damit, der aristotelischen Ethik folgend, sittlich untugendhaft.

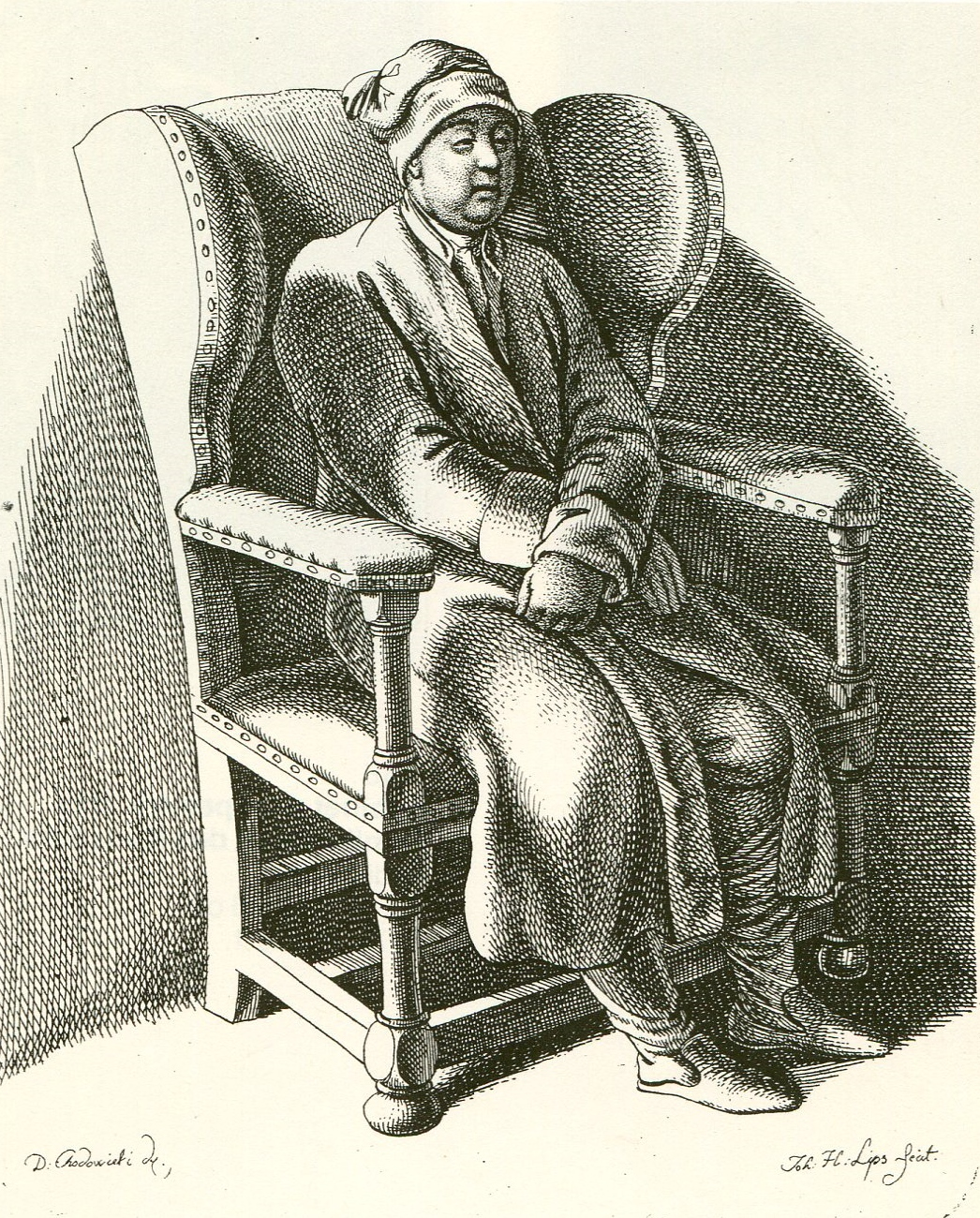
Der Phlegmatiker, Radierung von Johann Heinrich Lips

Nach Eysenck ist das phlegmatische Temperament durch die Kombination von emotionaler Stabilität mit Introversion gekennzeichnet.
Nach Oskar Hausdörfer (1864–1951) muss es das oberste Gebot eines stotternden Menschen sein, ein Phlegmatiker zu werden, da dieser stets seine Nerven stabil halte und daraufhin sein Sprechen nicht ängstlich darauf beobachte, ob er imstande wäre, die aktuelle Situation zu bewältigen.
Die Entstehung der Charaktereigenschaften eines Menschen wird von der heutigen Persönlichkeitspsychologie allerdings differenzierter beurteilt, an ihrer Ausbildung sind viele Faktoren beteiligt. Die Humoralpathologie hingegen gilt als überholt.